# Albert van Pruisen (1837-1906)
Frederik Willem Nicolaas Albert (of Albrecht) (Berlijn, 8 mei 1837 - Slot Kamenz, Kamieniec Ząbkowicki, 13 september 1906), prins van Pruisen, was een Pruisisch veldmaarschalk en regent van het hertogdom Brunswijk.

## Levensloop
Albert was de zoon van Albert van Pruisen, een broer van Frederik Willem IV en van keizer Wilhelm I, en Marianne der Nederlanden, dochter van koning Willem I.
Hij nam in 1847 dienst in het Pruisische leger en maakte in de Duits-Deense Oorlog (1864) onder prins Frederik Karel de veldtocht in Sleeswijk mee. In de Pruisisch-Oostenrijkse Oorlog (1866) speelde hij een leidende rol als overwinnaar in de slagen bij Skalitz, Schweinschädel en Königgrätz. Hij leidde gedurende de Frans-Duitse Oorlog (1870-1871) de tweede gardecavaleriebrigade en maakte de slagen bij Gravelotte en Sedan mee. Op 24 december sloot hij zich met zijn troepen aan bij het leger van generaal Edwin von Manteuffel en nam deel aan de krijgsverrichtingen om Bapaume. Voor de operaties aan de Somme in januari 1871 was hem het opperbevel over meerdere regimenten toevertrouwd en nam hij deel aan de Slag bij Saint-Quentin van 19 januari. Na de oorlog werd hij luitenant-generaal en in 1874 bevorderd tot bevelhebber van het tiende legerkorps in Hannover. In 1883 werd hij als opvolger van zijn oom Karel Herrenmeister van de Herrenmeister van de Johannieterorde.
Op 25 augustus 1878 maakte Koning Willem III der Nederlanden hem, in het kader van een huwelijk in de families Hohenzollern en Oranje-Nassau (namelijk dat van prins Hendrik met de 35 jaar jongere Maria Elisabeth Louise Frederika van Pruisen) tot commandeur in de Militaire Willems-Orde.
Albert werd in 1885 door de Brunswijkse landdag tot regent verkozen daar de wettige opvolger van de in 1884 zonder wettige nakomelingen gestorven hertog Willem, Ernst August II van Hannover, door Otto von Bismarck niet werd geaccepteerd.
Op 7 februari 1901 vertegenwoordigde prins Albert het Duitse Keizerrijk bij het huwelijk van de Nederlandse koningin Wilhelmina met hertog Hendrik van Mecklenburg. 
Keizer Wilhelm II nam hem op in de exclusieve Wilhelm-Orde.

## Huwelijk en kinderen

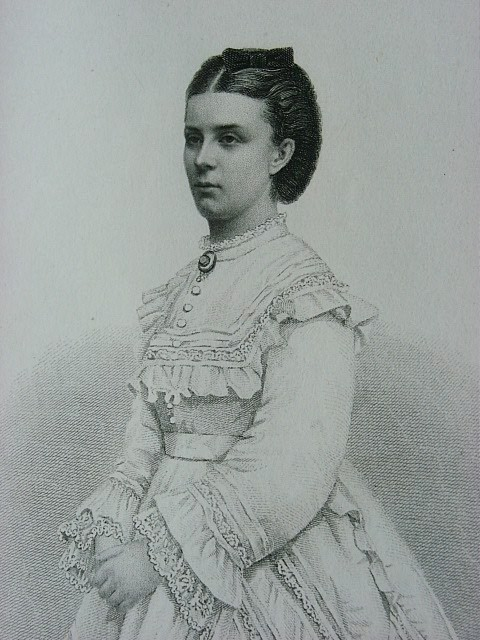
Zijn echtgenote Maria van Saksen-Altenburg.

Albert was sinds 19 april 1873 gehuwd met Maria van Saksen-Altenburg (1854-1898), dochter van hertog Ernst I. Uit het huwelijk werden drie zoons geboren:
- Frederik Hendrik (1874-1940)
- Joachim Albert (1876-1939)
- Frederik Willem (1880-1925)

## De componist
Prins Albert was ook componist. Het hele gezin was nauw verbonden met de militaire muziek in Pruisen. Zijn vader Frederik Hendrik Albert heeft drie marsen van reizen nagelaten, die aansluitend in de Preußische Armeemarsch-Sammlung (Verzameling van militaire marsen van Pruisen) opgenomen werden (AM II, 150; AM II, 183 en AM III, 41). Zijn moeder Marianne der Nederlanden droeg in 1836 een Parademars voor de cavalerie (AM I, 21) voor deze verzameling bij. Zijn zuster Charlotte heeft zelfs vijf marsen voor deze verzameling gecomponeerd.
Prins Albert componeerde als commandant van de bereden troepen vanzelfsprekend een Kavallerie-Parademars, die als AM III, 62 in de verzameling opgenomen werd.

## Militaire loopbaan
- Pruisische Leger: 1847
- Leutnant: 1819
- Oberleutnant:
- Hauptmann:
- Major:
- Oberstleutnant:
- Oberst:
- Generalmajor:
- Generalleutnant:
- General der Kavalerie:
- Generaloberst: 16 juni 1871
- Generalfeldmarschall: 19 juni 1888[2][1]
- Russische Generalfeldmarschall: september 1872

## Onderscheidingen
- Pour le Mérite op 19 september 1866[2][3][1]
  - Eikenloof op 10 maart 1871[2][3][1]
- IJzeren Kruis 1870, 1e klasse en 2e klasse[2]
- Commandeur in de Militaire Willems-Orde op 25 augustus 1878 als Generalleutnant[4]
- Wilhelm-Orde
- Herrenmeister in de Hospitaalorde van Sint-Jan in 1883
- Ridder in de Orde van de Zwarte Adelaar
- Orde van de Toren en het Zwaard
- Orde van de Heilige Stefanus
- Orde van Sint-Andreas de Eerstgeroepene op 30 augustus 1826
- Commandeur in de Orde van Sint-George

## Kwartierstaat
| Frederik Willem II van Pruisen (1744-1797) | Frederik Willem II van Pruisen (1744-1797) | Frederik Willem II van Pruisen (1744-1797) | Frederik Willem II van Pruisen (1744-1797) | Frederik Willem II van Pruisen (1744-1797)  | Frederik Willem II van Pruisen (1744-1797)  | Frederika van Hessen-Darmstadt (1751-1805)  | Frederika van Hessen-Darmstadt (1751-1805)  | Frederika van Hessen-Darmstadt (1751-1805)  | Frederika van Hessen-Darmstadt (1751-1805)  | Frederika van Hessen-Darmstadt (1751-1805) | Frederika van Hessen-Darmstadt (1751-1805) |                                   |                                   | Karel II van Mecklenburg-Strelitz (1741-1816) | Karel II van Mecklenburg-Strelitz (1741-1816) | Karel II van Mecklenburg-Strelitz (1741-1816) | Karel II van Mecklenburg-Strelitz (1741-1816) | Karel II van Mecklenburg-Strelitz (1741-1816) | Karel II van Mecklenburg-Strelitz (1741-1816) | Frederika Caroline Louise van Hessen-Darmstadt (1752–1782) | Frederika Caroline Louise van Hessen-Darmstadt (1752–1782) | Frederika Caroline Louise van Hessen-Darmstadt (1752–1782) | Frederika Caroline Louise van Hessen-Darmstadt (1752–1782) | Frederika Caroline Louise van Hessen-Darmstadt (1752–1782) | Frederika Caroline Louise van Hessen-Darmstadt (1752–1782) |  |  | Willem V van Oranje-Nassau (1748–1806) | Willem V van Oranje-Nassau (1748–1806) | Willem V van Oranje-Nassau (1748–1806) | Willem V van Oranje-Nassau (1748–1806) | Willem V van Oranje-Nassau (1748–1806) | Willem V van Oranje-Nassau (1748–1806) | Wilhelmina van Pruisen (1751-1820)   | Wilhelmina van Pruisen (1751-1820)   | Wilhelmina van Pruisen (1751-1820)   | Wilhelmina van Pruisen (1751-1820)   | Wilhelmina van Pruisen (1751-1820)     | Wilhelmina van Pruisen (1751-1820)     |                                        |                                        | Frederik Willem II van Pruisen (1744-1797) | Frederik Willem II van Pruisen (1744-1797) | Frederik Willem II van Pruisen (1744-1797) | Frederik Willem II van Pruisen (1744-1797) | Frederik Willem II van Pruisen (1744-1797) | Frederik Willem II van Pruisen (1744-1797) | Frederika van Hessen-Darmstadt (1751-1805) | Frederika van Hessen-Darmstadt (1751-1805) | Frederika van Hessen-Darmstadt (1751-1805) | Frederika van Hessen-Darmstadt (1751-1805) | Frederika van Hessen-Darmstadt (1751-1805) | Frederika van Hessen-Darmstadt (1751-1805) |  |  |  |  |  |  |  |  |  |  |  |  |  |  |  |  |  |  |  |  |  |  |  |  |  |  |  |  |  |  |  |  |  |  |  |  |  |  |  |  |  |  |  |  |  |  |  |  |
| Frederik Willem II van Pruisen (1744-1797) | Frederik Willem II van Pruisen (1744-1797) | Frederik Willem II van Pruisen (1744-1797) | Frederik Willem II van Pruisen (1744-1797) | Frederik Willem II van Pruisen (1744-1797)  | Frederik Willem II van Pruisen (1744-1797)  | Frederika van Hessen-Darmstadt (1751-1805)  | Frederika van Hessen-Darmstadt (1751-1805)  | Frederika van Hessen-Darmstadt (1751-1805)  | Frederika van Hessen-Darmstadt (1751-1805)  | Frederika van Hessen-Darmstadt (1751-1805) | Frederika van Hessen-Darmstadt (1751-1805) |                                   |                                   | Karel II van Mecklenburg-Strelitz (1741-1816) | Karel II van Mecklenburg-Strelitz (1741-1816) | Karel II van Mecklenburg-Strelitz (1741-1816) | Karel II van Mecklenburg-Strelitz (1741-1816) | Karel II van Mecklenburg-Strelitz (1741-1816) | Karel II van Mecklenburg-Strelitz (1741-1816) | Frederika Caroline Louise van Hessen-Darmstadt (1752–1782) | Frederika Caroline Louise van Hessen-Darmstadt (1752–1782) | Frederika Caroline Louise van Hessen-Darmstadt (1752–1782) | Frederika Caroline Louise van Hessen-Darmstadt (1752–1782) | Frederika Caroline Louise van Hessen-Darmstadt (1752–1782) | Frederika Caroline Louise van Hessen-Darmstadt (1752–1782) |  |  | Willem V van Oranje-Nassau (1748–1806) | Willem V van Oranje-Nassau (1748–1806) | Willem V van Oranje-Nassau (1748–1806) | Willem V van Oranje-Nassau (1748–1806) | Willem V van Oranje-Nassau (1748–1806) | Willem V van Oranje-Nassau (1748–1806) | Wilhelmina van Pruisen (1751-1820)   | Wilhelmina van Pruisen (1751-1820)   | Wilhelmina van Pruisen (1751-1820)   | Wilhelmina van Pruisen (1751-1820)   | Wilhelmina van Pruisen (1751-1820)     | Wilhelmina van Pruisen (1751-1820)     |                                        |                                        | Frederik Willem II van Pruisen (1744-1797) | Frederik Willem II van Pruisen (1744-1797) | Frederik Willem II van Pruisen (1744-1797) | Frederik Willem II van Pruisen (1744-1797) | Frederik Willem II van Pruisen (1744-1797) | Frederik Willem II van Pruisen (1744-1797) | Frederika van Hessen-Darmstadt (1751-1805) | Frederika van Hessen-Darmstadt (1751-1805) | Frederika van Hessen-Darmstadt (1751-1805) | Frederika van Hessen-Darmstadt (1751-1805) | Frederika van Hessen-Darmstadt (1751-1805) | Frederika van Hessen-Darmstadt (1751-1805) |  |  |  |  |  |  |  |  |  |  |  |  |  |  |  |  |  |  |  |  |  |  |  |  |  |  |  |  |  |  |  |  |  |  |  |  |  |  |  |  |  |  |  |  |  |  |  |  |
|                                            |                                            |                                            |                                            |                                             |                                             |                                             |                                             |                                             |                                             |                                            |                                            |                                   |                                   |                                               |                                               |                                               |                                               |                                               |                                               |                                                            |                                                            |                                                            |                                                            |                                                            |                                                            |  |  |                                        |                                        |                                        |                                        |                                        |                                        |                                      |                                      |                                      |                                      |                                        |                                        |                                        |                                        |                                            |                                            |                                            |                                            |                                            |                                            |                                            |                                            |                                            |                                            |                                            |                                            |  |  |  |  |  |  |  |  |  |  |  |  |  |  |  |  |  |  |  |  |  |  |  |  |  |  |  |  |  |  |  |  |  |  |  |  |  |  |  |  |  |  |  |  |  |  |  |  |
|                                            |                                            |                                            |                                            | Frederik Willem III van Pruisen (1770-1840) | Frederik Willem III van Pruisen (1770-1840) | Frederik Willem III van Pruisen (1770-1840) | Frederik Willem III van Pruisen (1770-1840) | Frederik Willem III van Pruisen (1770-1840) | Frederik Willem III van Pruisen (1770-1840) |                                            |                                            |                                   |                                   |                                               |                                               | Louise van Mecklenburg-Strelitz (1776-1810)   | Louise van Mecklenburg-Strelitz (1776-1810)   | Louise van Mecklenburg-Strelitz (1776-1810)   | Louise van Mecklenburg-Strelitz (1776-1810)   | Louise van Mecklenburg-Strelitz (1776-1810)                | Louise van Mecklenburg-Strelitz (1776-1810)                |                                                            |                                                            |                                                            |                                                            |  |  |                                        |                                        |                                        |                                        | Willem I der Nederlanden (1772–1843)   | Willem I der Nederlanden (1772–1843)   | Willem I der Nederlanden (1772–1843) | Willem I der Nederlanden (1772–1843) | Willem I der Nederlanden (1772–1843) | Willem I der Nederlanden (1772–1843) |                                        |                                        |                                        |                                        |                                            |                                            | Wilhelmina van Pruisen (1774-1837)         | Wilhelmina van Pruisen (1774-1837)         | Wilhelmina van Pruisen (1774-1837)         | Wilhelmina van Pruisen (1774-1837)         | Wilhelmina van Pruisen (1774-1837)         | Wilhelmina van Pruisen (1774-1837)         |                                            |                                            |                                            |                                            |  |  |  |  |  |  |  |  |  |  |  |  |  |  |  |  |  |  |  |  |  |  |  |  |  |  |  |  |  |  |  |  |  |  |  |  |  |  |  |  |  |  |  |  |  |  |  |  |
|                                            |                                            |                                            |                                            | Frederik Willem III van Pruisen (1770-1840) | Frederik Willem III van Pruisen (1770-1840) | Frederik Willem III van Pruisen (1770-1840) | Frederik Willem III van Pruisen (1770-1840) | Frederik Willem III van Pruisen (1770-1840) | Frederik Willem III van Pruisen (1770-1840) |                                            |                                            |                                   |                                   |                                               |                                               | Louise van Mecklenburg-Strelitz (1776-1810)   | Louise van Mecklenburg-Strelitz (1776-1810)   | Louise van Mecklenburg-Strelitz (1776-1810)   | Louise van Mecklenburg-Strelitz (1776-1810)   | Louise van Mecklenburg-Strelitz (1776-1810)                | Louise van Mecklenburg-Strelitz (1776-1810)                |                                                            |                                                            |                                                            |                                                            |  |  |                                        |                                        |                                        |                                        | Willem I der Nederlanden (1772–1843)   | Willem I der Nederlanden (1772–1843)   | Willem I der Nederlanden (1772–1843) | Willem I der Nederlanden (1772–1843) | Willem I der Nederlanden (1772–1843) | Willem I der Nederlanden (1772–1843) |                                        |                                        |                                        |                                        |                                            |                                            | Wilhelmina van Pruisen (1774-1837)         | Wilhelmina van Pruisen (1774-1837)         | Wilhelmina van Pruisen (1774-1837)         | Wilhelmina van Pruisen (1774-1837)         | Wilhelmina van Pruisen (1774-1837)         | Wilhelmina van Pruisen (1774-1837)         |                                            |                                            |                                            |                                            |  |  |  |  |  |  |  |  |  |  |  |  |  |  |  |  |  |  |  |  |  |  |  |  |  |  |  |  |  |  |  |  |  |  |  |  |  |  |  |  |  |  |  |  |  |  |  |  |
|                                            |                                            |                                            |                                            |                                             |                                             |                                             |                                             |                                             |                                             | Albert van Pruisen (1809-1872)             | Albert van Pruisen (1809-1872)             | Albert van Pruisen (1809-1872)    | Albert van Pruisen (1809-1872)    | Albert van Pruisen (1809-1872)                | Albert van Pruisen (1809-1872)                |                                               |                                               |                                               |                                               |                                                            |                                                            |                                                            |                                                            |                                                            |                                                            |  |  |                                        |                                        |                                        |                                        |                                        |                                        |                                      |                                      |                                      |                                      | Marianne van Oranje-Nassau (1810-1883) | Marianne van Oranje-Nassau (1810-1883) | Marianne van Oranje-Nassau (1810-1883) | Marianne van Oranje-Nassau (1810-1883) | Marianne van Oranje-Nassau (1810-1883)     | Marianne van Oranje-Nassau (1810-1883)     |                                            |                                            |                                            |                                            |                                            |                                            |                                            |                                            |                                            |                                            |  |  |  |  |  |  |  |  |  |  |  |  |  |  |  |  |  |  |  |  |  |  |  |  |  |  |  |  |  |  |  |  |  |  |  |  |  |  |  |  |  |  |  |  |  |  |  |  |
|                                            |                                            |                                            |                                            |                                             |                                             |                                             |                                             |                                             |                                             | Albert van Pruisen (1809-1872)             | Albert van Pruisen (1809-1872)             | Albert van Pruisen (1809-1872)    | Albert van Pruisen (1809-1872)    | Albert van Pruisen (1809-1872)                | Albert van Pruisen (1809-1872)                |                                               |                                               |                                               |                                               |                                                            |                                                            |                                                            |                                                            |                                                            |                                                            |  |  |                                        |                                        |                                        |                                        |                                        |                                        |                                      |                                      |                                      |                                      | Marianne van Oranje-Nassau (1810-1883) | Marianne van Oranje-Nassau (1810-1883) | Marianne van Oranje-Nassau (1810-1883) | Marianne van Oranje-Nassau (1810-1883) | Marianne van Oranje-Nassau (1810-1883)     | Marianne van Oranje-Nassau (1810-1883)     |                                            |                                            |                                            |                                            |                                            |                                            |                                            |                                            |                                            |                                            |  |  |  |  |  |  |  |  |  |  |  |  |  |  |  |  |  |  |  |  |  |  |  |  |  |  |  |  |  |  |  |  |  |  |  |  |  |  |  |  |  |  |  |  |  |  |  |  |
|                                            |                                            |                                            |                                            |                                             |                                             |                                             |                                             |                                             |                                             |                                            |                                            |                                   |                                   |                                               |                                               |                                               |                                               |                                               |                                               |                                                            |                                                            |                                                            |                                                            |                                                            |                                                            |  |  |                                        |                                        |                                        |                                        |                                        |                                        |                                      |                                      |                                      |                                      |                                        |                                        |                                        |                                        |                                            |                                            |                                            |                                            |                                            |                                            |                                            |                                            |                                            |                                            |                                            |                                            |  |  |  |  |  |  |  |  |  |  |  |  |  |  |  |  |  |  |  |  |  |  |  |  |  |  |  |  |  |  |  |  |  |  |  |  |  |  |  |  |  |  |  |  |  |  |  |  |
|                                            |                                            |                                            |                                            |                                             |                                             |                                             |                                             |                                             |                                             |                                            |                                            |                                   |                                   |                                               |                                               |                                               |                                               |                                               |                                               |                                                            |                                                            |                                                            |                                                            |                                                            |                                                            |  |  |                                        |                                        |                                        |                                        |                                        |                                        |                                      |                                      |                                      |                                      |                                        |                                        |                                        |                                        |                                            |                                            |                                            |                                            |                                            |                                            |                                            |                                            |                                            |                                            |                                            |                                            |  |  |  |  |  |  |  |  |  |  |  |  |  |  |  |  |  |  |  |  |  |  |  |  |  |  |  |  |  |  |  |  |  |  |  |  |  |  |  |  |  |  |  |  |  |  |  |  |
|                                            |                                            |                                            |                                            |                                             |                                             |                                             |                                             |                                             |                                             |                                            |                                            | Charlotte van Pruisen (1831-1855) | Charlotte van Pruisen (1831-1855) | Charlotte van Pruisen (1831-1855)             | Charlotte van Pruisen (1831-1855)             | Charlotte van Pruisen (1831-1855)             | Charlotte van Pruisen (1831-1855)             |                                               |                                               | Albert van Pruisen (1837-1906)                             | Albert van Pruisen (1837-1906)                             | Albert van Pruisen (1837-1906)                             | Albert van Pruisen (1837-1906)                             | Albert van Pruisen (1837-1906)                             | Albert van Pruisen (1837-1906)                             |  |  | Elisabeth van Pruisen (1840-1840)      | Elisabeth van Pruisen (1840-1840)      | Elisabeth van Pruisen (1840-1840)      | Elisabeth van Pruisen (1840-1840)      | Elisabeth van Pruisen (1840-1840)      | Elisabeth van Pruisen (1840-1840)      |                                      |                                      | Alexandrine van Pruisen (1842-1906)  | Alexandrine van Pruisen (1842-1906)  | Alexandrine van Pruisen (1842-1906)    | Alexandrine van Pruisen (1842-1906)    | Alexandrine van Pruisen (1842-1906)    | Alexandrine van Pruisen (1842-1906)    |                                            |                                            |                                            |                                            |                                            |                                            |                                            |                                            |                                            |                                            |                                            |                                            |  |  |  |  |  |  |  |  |  |  |  |  |  |  |  |  |  |  |  |  |  |  |  |  |  |  |  |  |  |  |  |  |  |  |  |  |  |  |  |  |  |  |  |  |  |  |  |  |

Frederik Karel van Pruisen · Frederik III van Pruisen · Eberhard Herwarth von Bittenfeld · Karl Friedrich von Steinmetz · Helmuth von Moltke · Albert van Saksen · Albrecht von Roon · Edwin von Manteuffel · Leonhard von Blumenthal · George van Saksen · Albert van Pruisen · Albrecht van Oostenrijk · Frans Jozef I van Oostenrijk · Alfred von Waldersee · Gottlieb von Haeseler · Wilhelm von Hahnke · Walter von Loë · Arthur van Connaught en Strathearn · Carol I van Roemenië · Max von Bock und Pollach · Alfred von Schlieffen · Colmar von der Goltz · George V van het Verenigd Koninkrijk · Frederik August III van Saksen · Constantijn I van Griekenland · Paul von Hindenburg · Karl von Bülow · Frederik van Oostenrijk · August von Mackensen · Lodewijk III van Beieren · Willem II van Württemberg · Rupprecht van Beieren · Leopold van Beieren · Albrecht van Württemberg · Ferdinand I van Bulgarije · Mehmed V van het Ottomaanse Rijk · Franz Conrad von Hötzendorf · Karel I van Oostenrijk · Hermann von Eichhorn · Remus von Woyrsch · August van Württemberg
- Gemeinsame Normdatei: 118501577
- Virtual International Authority File: 30327841
- WorldCat: E39PBJk4HrdpCkcXjtKg3ycwYP